# U-1061
U-1061 – niemiecki okręt podwodny (U-Boot) typu VII F z okresu II wojny światowej. Okręt wszedł do służby w 1943.

## Historia
14 maja 1943 nalot amerykańskich bombowców na stocznię produkujące U-Booty doprowadził do uszkodzenia budowanego okrętu (bomba trafiła w kiosk), ale udało się go wyremontować.
Podczas służby okręt odbył 33 rejsy, z czego 5 stanowiły patrole bojowe. Brak bliższych informacji o ich charakterze, można przypuszczać, że miały one na celu transport wyposażenia między bazami w Niemczech i Norwegii. 30 października 1944 zaatakowały go samoloty: Vickers Wellington z kanadyjskiego 22. Dywizjonu (wyposażony w reflektor Leigha) oraz B-24 Liberator z 407. Dywizjonu i ciężko uszkodziły, zdołał jednak dopłynąć do portu w Måløy (Norwegia). Wyremontowany, odbył jeszcze kilka rejsów pomiędzy portami norweskimi.
Poddany Aliantom w maju 1945 Bergen (Norwegia), przebazowany do Loch Ryan (Szkocja); zatopiony ogniem artyleryjskim 1 grudnia 1945 w ramach operacji Deadlight.

## Przebieg służby
25.08.1943 – 31.12.1943 – 5. Flotylla (szkolenie)

01.01.1944 – 01.03.1944 – 12. Flotylla (okręt bojowy)

01.03.1944 – 30.04.1944 – 5. Flotylla (szkolenie)

01.05.1944 – 31.10.1944 – 12. Flotylla (okręt bojowy)

01.11.1944 – 08.05.1945 – 5. Flotylla (szkolenie)
Dowódcy:

25.08.1943  – 19.03.1945  – Oblt.  Otto Hinrichs

20.03.1945  – 08.05.1945  – Oblt. Walter Jäger